# Řídelov
Řídelov település Csehországban, a Jihlavai járásban. Řídelov Doupě, Batelov, Růžená, Řásná és Vanůvek településekkel határos. Lakosainak száma 84 fő (2024. január 1.).

## Népesség
A település lakosságának változását az alábbi diagram mutatja:
| Lakosok száma | 179  | 199  | 175  | 171  | 113  | 83   | 87   | 84   | 86   | 84   |
|               | 1869 | 1900 | 1921 | 1961 | 1980 | 2011 | 2016 | 2019 | 2021 | 2024 |